# Daniel Colling
Pour les articles homonymes, voir Colling.
Daniel Colling, né le 31 mai 1946 à Lunéville (Meurthe-et-Moselle) et mort le 27 janvier 2025 à Neuilly-sur-Seine, est un entrepreneur de spectacles et directeur artistique français, cofondateur du Printemps de Bourges.

## Biographie
Sa famille fait partie de ces Alsaciens « exilés » en Lorraine après la défaite de 1870. Il se fait connaître comme organisateur de tournées et de concerts, après son installation à Paris en janvier 1970. Il crée la Société Civile Écoute s'il pleut en 1976 avec Maurice Frot (secrétaire de Léo Ferré), Daniel Bornet (manager de Malicorne), Jean-Pierre Moreau (Le Vrai Chic parisien) et Dominique Mouyeaux manager et producteur de Mahjun : ils organiseront dès lors les tournées des artistes comme Malicorne, Jacques Higelin, Bernard Lavilliers, CharlÉlie Couture et Renaud.
Avec Alain Meilland et Maurice Frot, il est à l'origine de la création du Printemps de Bourges en 1977, dont il assure la direction et auquel participera activement Écoute s'il pleut les deux premières années, notamment par la programmation des artistes « têtes d'affiche » de l'agence tels que Malicorne, Ange, Lavilliers, Renaud et Higelin. Il conçoit ensuite et dirige le Zénith de Paris, tout en gérant le théâtre de la Gaîté-Montparnasse.
Il a présidé le Centre national de la chanson, des variétés et du jazz d'octobre 2002 au 14 mai 2009 et a été fait chevalier de la Légion d'honneur en 2004.
Il est également le gestionnaire d'une dizaine de Zénith, dont le Zénith de Paris.
Ses détracteurs lui reprochent d'être à la tête d'un « empire Colling » sur la ville de Bourges.
En 2017, Toulouse Métropole a choisi un nouvel exploitant, Colling & Cie du nom de Daniel Colling qui gère également les Zénith de Nantes et de Paris. Le nouvel exploitant cherche à attirer dans le quartier 490 000 spectateurs par an d’ici dix ans. La société versera 6,7 millions d’euros de redevance.

### Vie privée
Son épouse est productrice de spectacles à Caen et de Les hommes viennent de Mars, les femmes viennent de Vénus à Paris. Ils ont un enfant ensemble. Trois autres sont nés de deux précédentes unions.
Il meurt à l'âge de 78 ans le 27 janvier 2025, à Neuilly-sur-Seine, et est inhumé le 6 février au cimetière du Père-Lachaise (division 16).

## Décorations
- Officier de la Légion d'honneur, par décret le 11 juillet 2014[11].
- Commandeur de l'ordre des Arts et des Lettres en 2001[12]

## Publication
- Daniel Colling et Philippe Magnier : Le Printemps de Bourges - Scènes, rues et coulisses, éditions du Garde-Temps, 2003.